# Roges des Molinar
Ses Roges des Molinar eren un grup de cinc dones cosidores i brodadores que vivien al barri del Molinar de Palma i van ser afusellades per un escamot falangista al cementiri de Son Coletes de Manacor. Eren Aurora Picornell, Belarmina González, Catalina Flaquer i les seves filles Antònia i Maria Pascual; totes lluitadores antifeixistes.
De la sindicalista Aurora Picornell s'ha dit que era «la Pasionaria mallorquina» i va ser assassinada a 24 anys el 5 de gener de 1937 al cementiri manacorí. Fou una de les principals dirigents del Partit Comunista d'Espanya, i havia militat a la Lliga Laica de Mallorca i al Socors Roig Internacional, també va ser companya del polític comunista Heriberto Quiñones, que també fou assassinat. Un destí semblant seguirien els pares i els germans d'Aurora Picornell.
L'historiador David Ginard va escriure l'any 2000 el llibre Heriberto Quiñones i el Movimiento Comunista de España (1931-1942) editat per Documenta Balear. Llorenç Capellà explica al seu Diccionari Vermell com l'endemà un home entrà en un cafè exhibint un sostenidor exclamant: «són els sostens de n'Aurora». Aquestes dones formaven part de la llista de desapareguts que l'Associació per a la Recuperació de la Memòria Històrica va presentar a l'Audiència Nacional.
Des de l'any 2010 se'ls ret un homenatge popular al barri, que des de 2016 es duu a terme al Teatre del Mar.